# Ianiropsis bisbidens
Ianiropsis bisbidens is een pissebed uit de familie Janiridae. De wetenschappelijke naam van de soort is voor het eerst geldig gepubliceerd in 1955 door Barnard.